# Smallville
Smallville ou Pequenópolis é uma cidade fictícia norte-americana, no Kansas.

## Descrição
Smallville é uma cidade rural no condado de Lowell, Kansas, EUA, fundada por Ezra Small. Clark Kent viveu na cidade desde que foi adotado por Jonathan e Martha Kent. Smallville está localizada a uma curta distância de Metropolis, 425 milhas de Hub City e perto também de Grandville. Sua população antes da chuva de meteoros era de 25.001 habitantes, porém, após a chuva de meteoros que trouxe Clark Kent em uma nave espacial, a população da cidade passou para 45.001. O jornal local da cidade é o Smallville Ledger e a estação rádio local chama-se KROC. Uma fábrica de fertilizantes da LuthorCorp está localizada em Smallville, conhecida como LuthorCorp Fertilizer Plant Number Three.
A cidade foi descrita como sendo parte do Kansas pela primeira vez no filme Superman de 1978.